# Kruszyna (województwo lubuskie)
Kruszyna (niem. Krauschow) – wieś sołecka w zachodniej Polsce, w województwie lubuskim, w powiecie zielonogórskim, w gminie Sulechów, przylegająca do Sulechowa. Zamieszkiwana przez 746 osób (stan na 30 czerwca 2025). W latach 1975–1998 zlokalizowana w województwie zielonogórskim.
W listopadzie i grudniu 2001 r. we wsi przeprowadzono konsultacje społeczne w sprawie włączenia jej do miasta Sulechów, w wyniku których propozycja ta została odrzucona.

## Zabytki
Do wojewódzkiego rejestru zabytków wpisane są:
- pałac z połowy XIX w.
- dwór rządcówka w stylu klasycystycznym z 1816 r.